# Hitsugi no Chaika
Hitsugi no Chaika (棺姫のチャイカ, litt. Chaika la princesse-cercueil) est une série de light novels japonais écrite par Ichirō Sakaki et illustrée par Namaniku ATK. Elle est publiée entre 2010 et 2015 aux éditions Fujimi Shobo sous leur label Fujimi Fantasia Bunko et compte un total de douze tomes.
La série est adaptée en trois mangas ainsi que deux séries animées réalisées par le studio Bones.

## Synopsis
Cela fait cinq ans que la guerre a pris fin entre l'Empire Gaz et l'Alliance des Six Nations qui a vu la victoire de cette dernière. Toru Acura est un mercenaire dit Saboteur (乱破師<サバター>, sabatā) actuellement sans emploi qui vit avec sa sœur Akari, également un Saboteur. Au détour d'une forêt il fait la connaissance de Chaika Trabant, une adolescente aux longs cheveux argentés et portant un cercueil, poursuivie par une puissante et féroce créature à l'apparence de licorne. Toru et Chaika doivent alors unir leurs forces et parviennent de justesse à vaincre le puissant monstre. Chaika décide alors d'engager Toru et Akari dans sa quête pour retrouver les morceaux du corps de son défunt père afin de lui donner des funérailles convenables. Une aubaine pour Toru qui ne supportait plus sa vie rangée et sans le sou, loin des champs de bataille.
Parallèlement, le capitaine Gillette de l'agence Kleeman rend visite au comte Roberto Abarth, l'un des huit héros ayant vaincu l'Empereur Arthur Gaz, dans le but de récupérer la relique qu'il a reçu, comme ses pairs, pour ses services émérites. Ce dernier refuse et congédie le jeune capitaine car la précieuse relique est en fait un morceau du corps de l'Empereur Gaz et peut servir de puissante source magique. De son côté Gillette et ses hommes, inquiets de la recrudescence d'apparitions de Chaika à la recherche des reliques d'Arthur Gaz décident de rester pour surveiller le manoir de Roberto qui ne tarde pas à être la cible de Chaika, Toru et Akari. Ces deux derniers apprennent alors que Chaika Trabant est en réalité la princesse Chaika Gaz, fille de l'Empereur défunt. Malgré tout, ils décident de rester fidèle à la jeune fille aux cheveux argentés et décident de poursuivre la quête des reliques tout en étant poursuivis par Gillette et sa troupe ainsi que par les autres Chaika cherchant elles aussi à s'emparer des morceaux du corps de leur père.

## Personnages

### Groupe de Chaika la blanche
Toru Acura (トール・アキュラ, Toru Akyura)
Voix japonaise : Junji Majima, Yuka Terasaki (jeune)
Un Saboteur provenant du village d'Acura. Depuis la chute de l'Empire Gaz, il mène une vie désabusée avec sa sœur Akari, ne trouvant plus sa place dans cette nouvelle ère de paix. Sa rencontre avec Chaika va lui permettre de replonger dans le feu de l'action et de se sentir revivre dans les différents combats qu'il mènera. Toru met en avant la relation indéfectible lie un Acura avec son employeur lorsqu'il parle de sa relation avec Chaika mais rapidement des sentiments nouveaux naissent entre lui et la jeune fille.
Il se bât à l'aide de deux dagues ainsi que d'un fil d'acier et est capable d'utiliser la Transformation du Sang de Fer, une technique lui permettant d'acquérir une force et une résistance accrue. Dans cet état ses cheveux deviennent rouges et des marques rouges apparaissent sur son corps.
Chaika Trabant (チャイカ・トラバント, Chaika Torabanto) / Chaika Gaz (チャイカ・ガズ, Chaika Gazu)
Voix japonaise : Chika Anzai
Une jeune adolescente aux cheveux argentés et aux yeux violets qui a pour but de rassembler les morceaux du corps de son père pour lui donner des funérailles convenables. Elle porte un grand cercueil servant à la fois son arme, un Gandr, mais aussi à stocker les restes de son père. Chaika n'a aucun souvenir des 5 dernières années, soit depuis la chute de l'Empire Gaz, hormis sa mission. Un fait d'autant plus troublant que d'autres Chaika avec la même apparence et le même cercueil font rapidement leur apparition, chacune clamant être la fille légitime de l'Empereur Arthur Gaz ce qui poussera Chaika à vouloir en savoir plus sur ses origines.
En tant que Wizard (魔法師<ウィザード>, wizādo), elle est capable d'utiliser la magie au travers de son fusil appelé Gandr utilisant des munitions spéciales. La lourdeur du fusil ainsi que ses temps d'invocation font cependant d'elle une cible très statique qui a souvent besoin de Toru et Akari pour la protéger ou faire diversion.
Portant des vêtements généralement blancs, parfois avec des teintes de noirs, elle est surnommée "Chaika la blanche" par les autres Chaika ainsi que l'Agence Kleeman.
Akari Acura (アカリ・アキュラ, Akari Akyura)
Voix japonaise : Yuuko Hara
Elle est la demi-sœur de Toru qu'elle a connu lors de leurs entraînements au village Acura. Elle a un drôle de comportement envers son frère, flirtant entre l'admiration et le désir pervers teinté de colère envers ceux qui méprisent son frère (incluant ledit frère). son souhait est d'empailler son frère lorsque son heure viendra afin qu'il reste à ses côtés. Un peu bêta sur les bords, elle s'en accommode parfaitement et voit dans son frère le modèle de perfection à atteindre.
Comme tous les Acura, elle peut utiliser la Transformation du Sang de Fer et se bât avec un marteau de guerre faisant preuve d'une puissance destructrice bien supérieure à celle de son frère.
Frederika (フレドリカ, Furedorika)
Voix japonaise : Chiwa Saito
Apparaissant la plupart du temps sous les traits d'une jeune fille aux longs cheveux blonds, Frederika est en réalité un Dragoon capable de prendre n'importe quelle forme. On la voit ainsi souvent sous sa forme de chat mais également sous l'apparence d'un dragon-cuirassé argenté lors des combats. Au début de la série elle prend l'apparence de son défunt maître, le cavalier Dominica Skoda, et met au défi Chaika et compagnie de la vaincre en duel. Vaincu mais pas achevée, elle décide de suivre nos héros dans l'espoir d'avoir un combat à mort avec Toru qui l'a beaucoup impressionné. Combat toujours remis à plus tard, ce dernier prétextant que sa mission envers Chaika est plus prioritaire.
Elle prend par la suite une apparence humaine empruntant à la fois à Dominique Skoda mais surtout à sa sœur Lucie Skoda (qui est pourtant absente de l'adaptation animée). Son nom "Frederika" lui a en réalité été donné par Toru, son vrai nom étant inconnu. Elle a une attitude généralement très désintéressée par le monde et les évènements qui l'entourent et ne voyage pas de manière continue avec le groupe, faisant des apparitions de temps à autre pour rappeler Toru à sa promesse.

### Agence Kleeman
L'Agence d'Impulsion pour la Reconstruction d'Après-Guerre (戦後復興推進機関, Sengo Fukkō Suishin Kikan), plus communément connue sous le nom d'Agence Kleeman est une organisation internationale dévolue à la reconstruction des pays de l'Alliance après la guerre contre l'Empire Gaz. 

#### Troupe de Gillette
Alberic Gillette (アルベリック・ジレット, Aruberikku Jiretto)
Voix japonaise : Yoshimasa Hosoya
Jeune Cavalier émérite issue d'une noble famille, Alberic commande l'unité qui porte son nom. Alors qu'il s'intéresse aux agissements des "Chaika" ainsi qu'aux restes de l'Empereur Gaz, il rencontre le groupe de Chaika la blanche et décide de les pourchasser après que ces derniers se soient emparés de la Relique ayant appartenu à Roberto Abarth. Lors de l'incident avec la forteresse de Soara, il tente courageusement de stopper une colonne marchant à sa perte mais est pris dans le feu ennemi et disparaît au combat.
Idéaliste et valeureux, sa pureté de cœur s'accorde souvent mal avec la cruelle réalité mais il garde foi en ses convictions sans pour autant se montrer candide. C'est cette force de cœur et de compassion qui lui vaut la loyauté et l'admiration de ses subalternes. Il reste cependant complètement aveugles aux sentiments des membres féminins de son unité.
Nikolay Autotor (ニコライ・アフトトル, Nikorai Afutotoru)
Voix japonaise : Kensuke Satō
Ancien mercenaire et commandant en second, c'est un grand gaillard costaux qui a une grande expérience du combat et se bat avec grande épée à deux mains. Initialement blessé par Toru, c'est lui qui prendra la tête de l'unité après la disparition d'Alberic à la suite de l'incident de la forteresse de Soara. Il souhaitera néanmoins garder le nom de "Troupe de Gillette" en l'honneur de leur capitaine.
Viivi Holopainen (ヴィヴィ・ホロパイネン, Vivi Horopainen)
Voix japonaise : Iori Nomizu
Jeune fille aux longs cheveux orangés et ondulés, elle se bat avec adresse avec des aiguilles. Elle a été élevée pour devenir un assassin mais c'est Alberic qui l'a sorti de cet univers impitoyable et pour ce geste elle lui voue une admiration sans faille ainsi que des sentiments non-avoués. La disparition d'Alberic sera un choc terrible pour elle, incluant des conséquences inattendues pour elle. Elle garde précieusement son sabre, seul objet qu'on a retrouvé de lui.
Bien que venant d'un milieu modeste et défavorisé, elle a un caractère hautain et ne cache pas son mépris envers Chaika ou les Saboteurs.
Leonardo Stola (レオナルド・ストーラ, Reonarudo Sutōra)
Voix japonaise : Kazutomi Yamamoto
Jeune garçon appartenant à la race dit des "demi-humains", des humains croisés avec des animaux ce qui explique son apparence féline. Sa grande agilité lui confère le rôle de pisteur et espion. Créé à l'origine à des fins uniquement militaire, la race des demi-humains est particulièrement méprisée par le reste de la population, de fait il a un respect particulièrement profond pour Alberic qui le considère comme un égal.
Zita Brusasco (ズィータ・ブルザスコ, Zīta Buruzasuko)
Voix japonaise : Yumeha Kōda
Jeune fille au cheveux court et vert, c'est une Wizard qui est généralement assignée à la conduite de la voiture de l'unité (les voitures roulant avec de la magie). Elle a également un faible pour Alberic mais choisie de s'effacer au profit de son amie Vivi. Lorsque ces deux dernières se retrouvent coincée dans la forteresse de Soara, elle s'empare d'un Gundr et décide de former une alliance temporaire avec Chaika et Toru pour s'échapper.
Mattheus Callaway (マテウス・キャラウェイ, Mateusu Kyarawei)
Voix japonaise : Shūta Morishima
Petit chauve également adepte de la magie, il a également la capacité de contrôler certaines créatures comme la licorne qui agresse Chaika au début du récit.

#### Quartier Général
Konrad Steinmetz (コンラート・シュタインメッツ, Konrāto Shutainmettsu)
Voix japonaise : Tetsuo Kanao (en)
L'actuel dirigeant de l'Agence Kleeman. Il a pleinement conscience du danger que représente Chaika mais se retrouve pieds et poings liés face au Conseil des Six Nations qui reste sourde à ses avertissements. Il doit donc s'en remettre aux initiatives d'Alberic sur le terrain.
Son apparence fatiguée et désabusée en dit long sur l'état des tensions entre les pays et son assistante à noter qu'il fumait beaucoup trop depuis les incidents avec Chaika la blanche. Son plus regret étant de ne pas pouvoir soutenir suffisamment ses hommes en première ligne.
Karen Bombardier (カレン・ボンバルディア, Karen Bonbarudia)
Voix japonaise : Naomi Oozora
C'est l'assistante de Konrad, elle s'occupe principalement de la gestion des informations et fait la liaison radio avec les équipes sur le terrain.

### Groupe de Chaika la rouge
Chaika Bogdan (チャイカ・ボフダーン, Chaika Bofudān) / Chaika Gaz (チャイカ・ガズ, chaika gazu)
Voix japonaise : Saeko Zōgō
Une jeune adolescente aux cheveux argentés et courts qui prétend également être la fille de l'Empereur Gaz. Elle se bat avec une épée capable de se désarticuler lui donnant un aspect serpentin. Son objectif principal est de se venger de ceux responsables de la mort de son père. Elle est adamante sur le fait d'être la vraie Chaika, les autres étant forcement des imitations. Après une altercation avec le groupe de Chaika la blanche elle se retrouve temporairement la prisonnière de Toru qui lui fait forte impression.
Son surnom de "rouge" vient de la couleur des vêtements qu'elle porte. On pourra noter que même si logiquement les deux Chaika devraient être identiques, leurs morphologies sont légèrement différentes.
David (ダヴィード, Davīdo)
Voix japonaise : Kiyoshi Katsunuma
Un grand costaud se battant avec une lance.
Selma Kenworth (セルマ・ケンワース, Seruma Kenwāsu)
Voix japonaise : Sarah Emi Bridcutt
Une Wizard accompagnant Chaika la rouge dans sa quête.

### Duché de Gavarni
Layla (レイラ, Reira)
Voix japonaise : Yui Makino
Instigatrice de la rébellion du Duché de Gavarni, c'est une jeune fille portant des vêtements bleus ainsi qu'un voile bleu. Il s'avère que c'est également une Chaika dont les compétences en chimie lui ont permis de créer des aphrodisiaques pour contrôler les hommes. Cependant, elle a appris le secret derrière la création des Chaika et a, depuis, abandonné son nom et sa mission de Chaika pour se concentrer à son nouveau but : plonger le continent dans une nouvelle guerre. Elle tente de ramener Chaika la blanche à sa cause, en lui révélant son secret mais sans résultat.
Ricardo Gavarni (リカルド・ガヴァーニ, Rikarudo Gavāni)
Voix japonaise : Megumi Ogata
Jeune garçon ayant développé une passion jouissive pour le meurtre et la dissection. Il a usurpé le duché de Gavarni après avoir tué tous les membres de sa famille et se lance maintenant dans une campagne suicide avec Layla et Grad pour ranimer la flamme de la guerre. C'est sans complexe ni pudeur qu'il parle de ses atrocités qu'il considère comme un jeu. Néanmoins, son "hobby" ne lui sera pas d'un grand secours face à la technique martiale de Toru. Il n'est cependant pas dénué d'émotion et éprouve une forte camaraderie envers Layla et Grad, sentiment réciproque.
Grad Lancia (グラート・ランシア, Gurāto Ranshia)
Voix japonaise : Hiroki Tōchi
Wizard et vétéran de l'Empire Gaz qui a pour ambition de reprendre le combat en instiguant la guerre depuis l'intérieur des frontières de l'Alliance des Six Nations. À ces fins il a notamment créé, avec Layla et Ricardo, un procédé capable de contrôler mentalement les individus ainsi que de rendre plus puissant l'armement de la forteresse volante de Soara. Procédé nécessitant néanmoins le sacrifice de nombreuses jeunes filles que Ricardo se fait un plaisir d'exécuter.

## Light novel
La série de light novels est écrite par Ichirō Sakaki avec des illustrations de Namaniku ATK. Elle est publiée par Fujimi Shobo entre le 18 décembre 2010 et le 20 mars 2015,

## Manga
Une première adaptation en manga, dessinée par Shinta Sakayama, est publiée entre le 26 octobre 2011 et le 26 décembre 2014 dans le magazine Monthly Shōnen Ace publié par Kadokawa Shoten. Le premier volume relié est publié le 17 mars 2012 et le cinquième et dernier le 26 décembre 2014.
Une deuxième adaptation, Hitsugi no Chaikakka (棺姫のチャイカっか) dessinée par Kanikama, est publiée entre le 9 août 2011 et le 9 décembre 2012 dans les magazines 4-Koma Nano Ace et Monthly Shōnen Ace, et compilé en un unique tome relié le 26 mars 2014.
Une troisième adaptation, Gakuen Chaika! (学園チャイカ!), est publiée entre le 9 janvier et le 11 décembre 2014 dans le magazine Niconico Age Premium. Le premier volume relié est publié le 9 juin 2014.

## Anime
Une adaptation animée en deux saisons est produite par le studio Bones. La première saison est diffusée au Japon entre le 9 avril et le 25 juin 2014. La seconde saison nommée Hitsugi no Chaika: Avenging Battle est diffusée au Japon entre le 8 octobre et le 10 décembre 2014.
Les deux saisons sont diffusés en simulcast dans les pays francophones sur la plateforme Crunchyroll.

### Saison 1
| No | Titre de l’épisode en français     | Titre original de l’épisode           | Date de 1re diffusion |
| -- | ---------------------------------- | ------------------------------------- | --------------------- |
| 1  | La jeune fille au cercueil         | 棺かつぐ少女 Hitsugi katsugu shōjo    | 9 avril 2014          |
| 2  | Le choix du paresseux              | 怠け者の選択 Namakemono no sentaku    | 16 avril 2014         |
| 3  | La forêt qui abrite un héros       | 英雄の棲む森 Eiyū no sumu mori        | 23 avril 2014         |
| 4  | Le souhait du dragon               | ドラグーンの願い Doragūn no negai     | 30 avril 2014         |
| 5  | La proie et le prédateur           | 追う者追われる者 Ou mono owareru mono | 7 mai 2014            |
| 6  | Le rouge et le blanc               | 赤と白 Aka to shiro                   | 14 mai 2014           |
| 7  | La vallée sans retour              | 還らずの谷 Kaerazu no tani            | 21 mai 2014           |
| 8  | L'empire réconfortant              | 慰めの帝国 Nagusame no teikoku        | 28 mai 2014           |
| 9  | Le prix des souvenirs              | 記憶の値うち Kioku no neuchi          | 4 juin 2014           |
| 10 | La forteresse voguant dans le ciel | 天征く要塞 Ten tadashi ku yōsai       | 11 juin 2014          |
| 11 | La fausse princesse                | 偽りの姫君 Itsuwari no himegami       | 18 juin 2014          |
| 12 | Les abandonnés                     | 遺されしもの Nokosareshi mono         | 25 juin 2014          |

### Saison 2
| No | Titre de l’épisode en français      | Titre original de l’épisode         | Date de 1re diffusion |
| -- | ----------------------------------- | ----------------------------------- | --------------------- |
| 1  | La princesse qui rassemble un corps | 遺体あつめる皇女 Itai atsumeru kōjo | 8 octobre 2014        |
| 2  | La fierté d’une magicienne          | ウイザードの矜持 Uizādo no kyōji    | 15 octobre 2014       |
| 3  | Le port de l’hésitation             | 迷夢覚えし港 Meimu oboeshi minato   | 22 octobre 2014       |
| 4  | L’île grouillante                   | 蠢く島 Ugomeku shima                | 29 octobre 2014       |
| 5  | L’héritage de l’empereur            | 皇帝の遺産 Kōtei no isan            | 5 novembre 2014       |
| 6  | Le château de la démence            | 狂気の城 Kyōki no shiro             | 12 novembre 2014      |
| 7  | De sombres intentions               | 黒い思惑 Kuroi omowaku              | 19 novembre 2014      |
| 8  | La cloche du combat                 | 闘争の鐘 Tōsō no kane               | 26 novembre 2014      |
| 9  | Le trône qui attire la guerre       | 戦まねく玉座 Ikusa maneku gyokuza   | 3 décembre 2014       |
| 10 | La fille qui porte un gandr         | 機杖担う少女 Gando ninau shōjo      | 10 décembre 2014      |